# Montegnet
Montegnet est un hameau belge de l'ancienne commune de Flostoy, situé dans la commune de Havelange en Région wallonne (province de Namur).
Montegnet est célèbre pour ses chaises dont la fabrication fut florissante au début du XIXe siècle; c'était l'œuvre d'une famille d'artisans dont l'activité cessa vers 1940.
Le hameau est construit sur le flanc escarpé d'une colline; le chemin sinueux qui le traverse est bordé de petites maisons anciennes en grès.